# 福島交通
福島交通株式会社（ふくしまこうつう）とは、福島県を地盤とする日本のバス事業者・鉄道事業者である。本社は福島県福島市東浜町7番8号、貸切部門の本拠は福島県郡山市向河原町2番23号にある。経営共創基盤 (IGPI) が出資する持株会社みちのりホールディングス（みちのりHD）の傘下にあり、同HDの代表会社でもある。

## 概要
福島県中通り地方と浜通り北部で路線バス事業と、福島駅・郡山駅を中心に各地を結ぶ高速バス事業、及び福島駅と飯坂温泉駅を結ぶ鉄道として飯坂線を運営している。
1907年に創立した信達軌道が前身で、開業後間もなく雨宮敬次郎の大日本軌道との合併、再度の信達軌道設立、電化と改軌による軽便鉄道から路面電車への変更、福島電気鉄道への社名変更、飯坂電車の合併を経て、バス事業の拡大により1962年に福島交通と社名を改めた。1971年の飯坂東線廃止後、鉄道路線は飯坂線を残すのみとなった。現在の福島交通の主力はバス事業である。
1970年代に当時の会長で「東北の政商」と称された小針暦二が中心となり、福島民報社・ラジオ福島・福島交通を中核とする「福島交通グループ（小針グループ）」を形成し、那須ロイヤルセンターや岩瀬牧場等のレジャー事業、不動産事業、運送業、酒造業等の関連会社を経営し、グループの規模を拡大した。この巨大企業グループは、小針暦二の長男である小針美雄が福島交通社長に就任し、1997年に経営から退くまで、小針暦二・美雄親子の同族経営による体制が20数年の長きにわたり続いた。
モータリゼーションの進展などにより、1980年代以降は赤字路線が増加し、1980年前半には経営不振となった。またバブル期における無理な多角経営によって巨額の債務を抱えることとなった。1986年に子会社の福島交通不動産と合併して債務は福島交通不動産が継承し、交通事業部門を新たに設立した新福島交通に譲渡し、同年中に新福島交通を（新）福島交通へ社名変更した。福島交通不動産はその後、エフ・アール・イーに社名変更して所有不動産の売却を行っていたが、1999年に自己破産を申請した。
本体である福島交通も、近年の過疎化によるバス・電車の需要低下と、バス事業における規制緩和による競争激化により収益が悪化した。さらに中途退職者が会社の予想以上に多く出て、退職金債務が数億円に膨らみ財務状況が悪化。2008年初頭にも法的整理に入ることが検討されたが、2月が国と県の補助金（約1億6千万円）交付決定時期であり、また3月上旬に創立100周年記念の福島空港発着ハワイツアーを子会社が催行する予定だったため見送った。しかし、中途退職者への退職金支払い時期前にあたる2008年4月11日、東京地方裁判所に会社更生法の適用を申請した。
その後、経営共創基盤がスポンサーとなり、2009年1月31日に会社更生計画の認可を決定、同年5月31日に更生手続きが完了した。 同年より経営共創基盤が出資する持株会社、みちのりホールディングスの傘下に入り、経営再建を図ることとなった。
その後は路線の再編や独自のバスICカード導入による合理化、また他のグループ会社との意識の共有をはじめとする経営戦略などにより年々業績を上げ、現在は黒字経営となっている。
また、同社鉄道部の飯坂線は2014年度の営業係数が83.0と、中小私鉄中で最も好調な数値を記録した。収入が4億9921万円、費用が4億1412万円、利益が8509万円であった。

## 沿革

### 創立 - 1950年代
- 1907年（明治40年）8月1日 - 信達軌道（旧）設立。
- 1908年（明治41年）
  - 4月14日 - 信達軌道が福島停車場前 - 十綱（のちの飯坂、湯野町）間、本社前（のちの聖光学院前） - 長岡停車場前（のちの伊達駅前）間開業。
  - 7月13日 - 軌道線 長岡 - 保原間開業。
  - 7月28日 - 信達軌道ほか7社が合併し大日本軌道設立。同社の福島支社となる。
- 1910年（明治43年）1月2日 - 軌道線 保原 - 梁川間開業、6月18日梁川駅が移転して延長。
- 1911年（明治44年）4月8日 - 軌道線 保原 - 掛田間開業。
- 1915年（大正4年）12月13日 - 軌道線 川俣 - 掛田間開業。
- 1917年（大正6年）9月6日 - 信達軌道（新）設立。
- 1918年（大正7年）
  - 1月8日 - 信達軌道が大日本軌道福島支社の全事業を承継。
  - 10月13日 - 自動車線 川俣 - 松川間開業。
- 1922年（大正11年）
  - 4月17日 - 軌道線 保原 - 桑折間開業。
  - 5月19日 - 機関車の飛び火が原因で、鎌田村周辺で火災が発生。
- 1926年（大正15年）1月 - 信達軌道が福島電気鉄道に社名変更。
- 1926年（大正15年）
  - 4月6日 - 軌道線 福島 - 伊達 - 飯坂（湯野）間 電化開通。
  - 11月6日 - 軌道線 伊達 - 保原間 電化開通。
  - 12月2日 - 軌道線 保原 - 掛田間 電化開通。
  - 12月21日 - 軌道線 保原 - 梁川間 電化開通。
- 1927年（昭和2年）
  - 6月28日 - 軌道線 保原 - 桑折間、掛田 - 川俣間 廃止。
  - 10月1日 - 福島電気鉄道が飯坂電車を合併。福島 - 飯坂温泉間を飯坂西線、福島駅前 - 長岡 - 湯野町間などを飯坂東線とする。
- 1930年（昭和5年）11月11日 - 保原町（現在の伊達市）に自動車営業所を開設。
- 1931年（昭和6年）8月31日 - 福島 - 藤田間で乗合自動車の運転を開始。
- 1938年（昭和13年）
  - 7月11日 - 長岡電車車庫火災。
  - 7月15日 - 福島市内で乗合自動車の運転を開始。
- 1943年（昭和18年）8月12日 - 国策により、乗合自動車12業者を福島電気鉄道に統合。
- 1945年（昭和20年）3月1日 - 飯坂西線が地方鉄道法の適用を受け営業開始。

### 1960 - 1970年代
- 1959年（昭和34年）12月16日 - 白河営業所 - 那須温泉間の路線申請し、承認され運行開始[10]
- 1961年（昭和36年）
  - 10月1日 - 福島市内のバス車両がワンマン化される。
  - 7月20日 - 福島電気鉄道がバス会社の福島県南交通を合併。
- 1962年（昭和37年）
  - 1月18日 - 福島交通観光株式会社を設立。
  - 7月12日 - 福島電気鉄道が福島交通に社名変更。
- 1967年（昭和42年）9月16日 - 飯坂東線 聖光学院前 - 湯野町間を廃止。
- 1968年（昭和43年）5月23日 - 福島交通不動産株式会社を設立[5]。
- 1969年（昭和44年）
  - 7月10日 - 特急バス「会津若松 - 郡山 - 平線」運行開始。国道49号経由。
  - 大型レジャー施設「那須ロイヤルセンター」開業。
- 1971年（昭和46年）
  - 4月12日 - 飯坂東線を全線廃止。
  - 10月1日 - 福交整備株式会社を設立。
- 1975年（昭和50年）3月31日 - 株式会社福島交通アド・エージョンシー（現：フクコー・アド）を設立。
- 1979年（昭和54年）3月31日 - 白河営業所 - 那須温泉間廃止[10]

### 1980年代
- 1986年（昭和61年）
  - 7月9日 - 新福島交通設立[1]。
  - 10月1日 - 福島交通が鉄道とバス部門を新福島交通に分離譲渡[11]。
  - 12月12日 - 新福島交通が福島交通に社名変更。
- 1987年（昭和62年）5月29日 - 福島県立医科大学の移転に伴い、福島市内・桑折町・梁川町（現：伊達市）の各方面から、同大学を結ぶ14の路線を新設。
- 1988年（昭和63年）
  - 4月1日 - 一般路線バスでフリー乗降方式区間を、船引町（現在の田村市）・三春町内の5路線で導入。
  - 7月1日 - 阿武隈急行線の福島 - 丸森間延伸開業に伴い、沿線地域のバスダイヤを再編。
- 1989年（平成元年）11月25日 - 冬季期間限定で、定期観光バス「白鳥号」の運行を開始。

### 1990年代
- 1990年（平成2年）11月6日 - 路線バス初乗り運賃を値上げ（130円→140円）。
- 1992年（平成4年）
  - 3月10日 - 近畿日本鉄道（現：近鉄バス）と共同運行で「ギャラクシー号」福島 - 大阪線を運行開始、夜行高速バスに参入[12]。
  - 3月16日 - 福島市内で無線式バスロケーションシステム、磁気式バスカードシステムの運用を開始。
- 1993年（平成5年）3月 - 特急バス「郡山 - 福島空港線」を運行開始、空港リムジンバスに参入。当初の郡山方起終点は「ホテルはまつ」、東北自動車道を経由。
- 1994年（平成6年）12月1日 - 高速バス「福島 - いわき線」を運行開始[13]。
- 1995年（平成7年）
  - 3月18日 - 郡山駅前 - 岳温泉間直通シャトルバス「湯・ら・ら号」の運行を開始。大人片道1000円（利用客減少により廃止）。
  - 3月21日 - 路線バス初乗り運賃の値上げを行う（140円→150円）。
- 1996年（平成8年）
  - 1月20日 - 特急バス「会津若松 - 郡山 - いわき線」を磐越自動車道経由に変更。
  - 3月22日 - 高速バス「福島 - 会津若松線」を運行開始。
- 1997年（平成9年）6月1日 - 路線バス初乗り運賃を値上げ（150円→160円）。
- 1998年（平成10年）7月18日 - 高速バス「あぶくま号」福島 - 新宿線を運行開始。ジェイアールバス関東、ジェイアールバス東北との共同運行。
- 1999年（平成11年）
  - 3月16日 - 高速バス「仙台 - 福島線」、「福島 - 郡山線」の運行を開始。
  - 4月1日 - JRバス東北相馬海岸線廃止に伴い、相馬市からの委託で、松川浦循環線、南菅谷線を市町村生活バスとして代替運行開始。
  - 4月1日 - 福島・郡山両駅から1kmまでの範囲で、バスの初乗り運賃を100円へ値下げを行う。
  - 4月10日 - 春季期間限定で、福島駅東口 - 花見山公園間直通バスの運行を開始。
  - 8月 - 福島支社・郡山支社で小型ワンステップバス（三菱KC-MJ218FVF）8台を導入する。
  - 9月18日 - 県内のバス事業者と共同で、「エコ定期券」のサービスを開始する。
  - 11月1日 - 福島商工会議所の実験事業により、無料バス「ももりん号」の運行を開始。実施期間は2000年（平成12年）1月9日まで。

### 2000年代
- 2000年（平成12年）
  - 3月15日 - 高速バス「仙台 - 郡山線」の運行を開始。
  - 「那須ロイヤルセンター」営業終了（廃業）
- 2001年（平成13年）
  - 4月2日 - 郡山駅前発着の一般路線8路線でバスICカードのシステム運用を開始。同年10月1日には、郡山市内の一般路線全路線へ運用拡大。
  - 10月1日 - 夜行高速バス「ギャラクシー号」で、2階建てバスの運用を開始。
  - 10月1日 - 一般路線バスの最高運賃を1,000円まで（大人）とする運賃上限制を導入する。同日より、福島駅東口発の市内循環線の100円バス実験運行を開始する（実施期間延長により現在も継続中）。
- 2002年（平成14年）4月1日 - 霊山町（現在の伊達市）内の4系統を廃止し、同町運行の町営バスへ移管する。
- 2003年（平成15年）
  - 9月10日 - 福島市内で公共車両優先システム (PTPS) の運用を開始。
  - 12月1日 - 高速バス「福島 - 仙台空港線」の運行を開始。宮城交通・JRバス東北と共同運行（利用客減少により、2004年6月30日廃止）。
  - 12月1日 - 日本郵政公社と共同で「バス待ち郵便局真っ向サービス」を開始（二本松市）。
  - 6月12日 - 高速バス・福島 - 山形線「ピーチライナー」の運行を開始。山形高速バス（当時）と共同運行（利用客減少により2004年10月31日休止）。
- 2004年（平成16年）
  - 3月20日 - 高速バス「郡山 - 新潟線」の運行を開始。
  - 9月1日 - 福島市内・蓬莱団地循環バスを、同年11月30日まで試験的に運行する。
  - 10月1日 - 新地町内の3系統と大玉村内の2系統を廃止し、同町・村から路線バス撤退。
  - 11月 - 福島空港 - 東武日光駅・鬼怒川温泉線、福島空港 - 那須温泉・塩原温泉線の試験運行を開始（2005年11月運転打ち切り、当初の予定では2006年3月まで）
- 2005年（平成17年）
  - 1月 - 福島交通の本社機能が、福島市太田町から現在地へ移転。
  - 3月14日 - 創業100周年のプレイベントで、一般公募で採用された新デザインの貸切バス車両を公開。
  - 10月14日 - 高速バス「福島 - 成田空港線」の運行を開始。千葉交通と共同運行で、1日4往復設定。
- 2006年（平成18年）
  - 4月1日 - 葛尾村内の2系統を廃止し、同村から路線バス撤退。
  - 4月 - 南相馬市原町区内の一部の路線を、新常磐交通へ譲渡。
  - 7月25日 - 高速バス「あだたら号」郡山 - 新越谷間の運行を開始。
  - 10月1日 - バスダイヤ改正により、多数の路線廃止・経路変更が行なわれる。
  - 12月15日 - 2001年10月から行われていた、一般路線バスの運賃上限制を廃止。同日、福島市の平野車庫跡地に、福島高速バスターミナルを開設。
- 2007年（平成19年）
  - 5月10日 - 高速バス「福島 - いわき線」で予約制度を導入。
  - 7月1日 - 高速バス「福島 - 成田空港線」の福島交通便を廃止。千葉交通のみの運行となる。
  - 10月1日 - 高速バス「福島 - 郡山線」「あだたら号」「福島 - 仙台」「福島 - いわき線」「会津若松 - 郡山 - いわき線」で、ダイヤ改正を実施。同日、石川駅 - 上遠野間の路線が廃止。いわき市から路線バス撤退。
  - 10月20日・10月21日 - 福島市市制施行100周年の記念イベントとして「まちなか循環線（東口まわり）」が、福島交通では初となる日野自動車製のポンチョで運行される。
  - 11月3日・11月4日 - 福島市市制施行100周年の記念イベントとして「まちなか循環（西口まわり）」が運行される。
  - 12月1日 - 夜行高速バス「ギャラクシー号」の福島方起終点を、福島高速バスターミナルまで延長する。
- 2008年（平成20年）
  - 1月16日 - 原油価格の高騰などを理由に、路線バス（一部を除く）の運賃と郡山 - 福島空港リムジンの運賃値上げを実施。
  - 4月11日 - 会社更生法の申請をする。
  - 7月10日 - 「ギャラクシー号」でダイヤ改正を実施。
  - 9月20日 - 初開催されたバスの日の記念イベント「福島バスまつり」に出展。
- 2009年（平成21年）
  - 1月27日 - 初めて日野自動車製・いすゞ自動車製の路線バスが4台導入される（福島支社2台、郡山支社1台、須賀川1台）。
  - 1月31日 - 会社更生計画の認可を決定。
  - 3月31日 - 既存株式を100%減資し、みちのりホールディングスから7億円の出資を受け、同社の100%子会社となる。
  - 4月1日 - 本宮市内の2系統を廃止し、同市から路線バスを撤退。
  - 5月31日 - 会社更生手続を完了。
  - 9月29日 - 新車貸切バスを2台導入（福島支社と郡山支社に1台ずつ導入）。
  - 10月1日 - バスのダイヤ改正を実施。
  - 10月30日 - 新車高速バスを3台導入（福島支社に2台、郡山支社に1台導入）。

### 2010年代
- 2010年（平成22年）
  - 5月6日 - 同年秋から、県内一般路線バスに新たなバスICカードを導入すると発表（自治体バスは磁気カード式を導入）。
  - 8月25日 - 高速バス「あだたら号」が浦和美園駅に乗り入れ開始。
  - 10月30日 - 新バスICカード「NORUCA」を導入[14]。同時期にバス運賃箱・運賃表示器・整理券発券器の更新を行う。
- 2011年（平成23年）
  - 4月15日 - 高速バスが東北自動車道二本松バスストップに停車開始となる[15]。
  - 5月23日 -  岩手県北自動車との共同運行で、郡山・福島 - 盛岡間の高速バスが定期路線化される（8月31日をもって運行終了）。
- 2013年（平成25年）7月4日 - 名鉄バスとの共同運行で、郡山・宇都宮 - 名古屋間の夜行高速バスを運行開始。
- 2014年（平成26年）
  - 4月 - 消費税増税により鉄道・バスの運賃値上げ。
  - 6月 - 二本松営業所 建物建替[16]。
- 2015年（平成27年）
  - 1月 - 船引出張所 建物建替[16]。
  - 4月1日 - 飯坂線にICカード「NORUCA」導入[17][18]。
高速バス「あだたら号」1往復が佐野プレミアム・アウトレットに乗り入れ。福島県内発着地とのみ乗降可。
  - 11月 - 相馬営業所 建物建替[16]。
- 2016年（平成28年）
  - 11月1日 - 郡山・宇都宮 - 名古屋間の夜行高速バスが福島発着に延長される。
  - 11月14日 - 高速バス・福島 - 会津若松線のうち、会津乗合自動車担当一部便が仙台空港発着に延長される。
  - 12月9日 - 高速バス・相馬・新地 - 仙台線がこの日をもって運行終了。
- 2017年（平成29年）
  - 2月 - 川俣出張所 建物建替[16]。
  - 3月18日 - 高速バス「あだたら号」の佐野プレミアム・アウトレット乗り入れを2往復とするダイヤ改正。
  - 4月1日 - この日のダイヤ改正により、葛尾村への路線バス（船引駅 - 移 - 落合線）運行再開[19]。
  - 6月1日 - 高速バス・仙台 - 福島線のうち、福島交通担当便のみ全便が福島競馬場発着となり、途中「福島市役所入口」停留所に停車。あわせて定期券が全区間（福島競馬場まで）使用可能となる[20]。
  - 6月 - 車内Wi-Fiサービスである「MICHINORI Free Wi-Fi」を高速バス全便、福島空港リムジンバス全便、一部の貸切バスでサービス開始[21]。
  - 10月1日 - 南相馬 - 川俣・福島間、相馬 - 霊山・福島間の急行バス化により、経路・ダイヤ・運賃・定期券・回数券などを改正[22]。
  - 12月 - 須賀川営業所 建物建替[16]。
- 2019年（平成31年/令和元年）
  - 3月8日 - 新常磐交通と共同運行で、郡山駅 - 富岡駅間の高速バス実証運行を開始[23]。
  - 8月1日 - この日の出発便より、高速バス「ギャラクシー号」「あだたら号」「あぶくま号」が、東北自動車道に新設された矢吹泉崎バスストップに停車開始[24]。
  - 10月12日 -令和元年東日本台風（台風19号）による豪雨被害で、郡山支社が保有するバス車両165台のうち92台が水没。市内の路線バス・高速バスの運行に支障[25]。
  - 11月6日 - 福島県から要請を受けた東京都交通局が、都営バス計11台を郡山支社に無償譲渡すると発表[26][27]。
  - 11月22日 - この日をもって郡山駅 - 富岡間の高速バス実証運行を終了[28][29]。
  - 12月11日 - 東日本台風の被害により運休していた高速バス福島 - 郡山線[30] が、再開を断念し運行終了を発表[31]。鉄道との競合による利用者減に台風被害が重なった形となった[31]。

### 2020年代
- 2020年（令和2年）
  - 6月 - NHK連続テレビ小説『エール』放映に合わせ、同年6月20日から9月27日までの土日祝のみ、福島駅東口 - 古関裕而記念館間の直行バス運行を開始。現金・1日フリー乗車券での利用が可能[32]。
- 2022年（令和4年）
  - 9月1日 - この日をもって2020年4月より新型コロナウイルス感染症の影響で運休していた千葉交通との共同運行便、福島・二本松・郡山 - 成田空港線 を廃止[33]。
- 2024年（令和6年）
  - 9月11日 - 会津乗合自動車とともに一般路線バス全車両、飯坂線全12駅でクレジットカード等のタッチ決済（VISA、JCB、American Express、Diners Club、銀聯）の利用を開始した[34][35][36]。
- 2025年（令和7年）
  - 2月5日 - 一般路線バスと飯坂線でAIZU NORUCAとNORUCAの相互利用、一般路線バスでWAON、nanaco、QRコード決済による乗車サービスを開始。飯坂線全12駅の自動券売機でWAON、nanaco、Suica等の交通系電子マネー、QRコード決済が利用可能になる[37][38]。
  - 不明 - Suica等の交通系電子マネーによる乗車サービスを開始する予定[34][35]。

## 鉄道事業

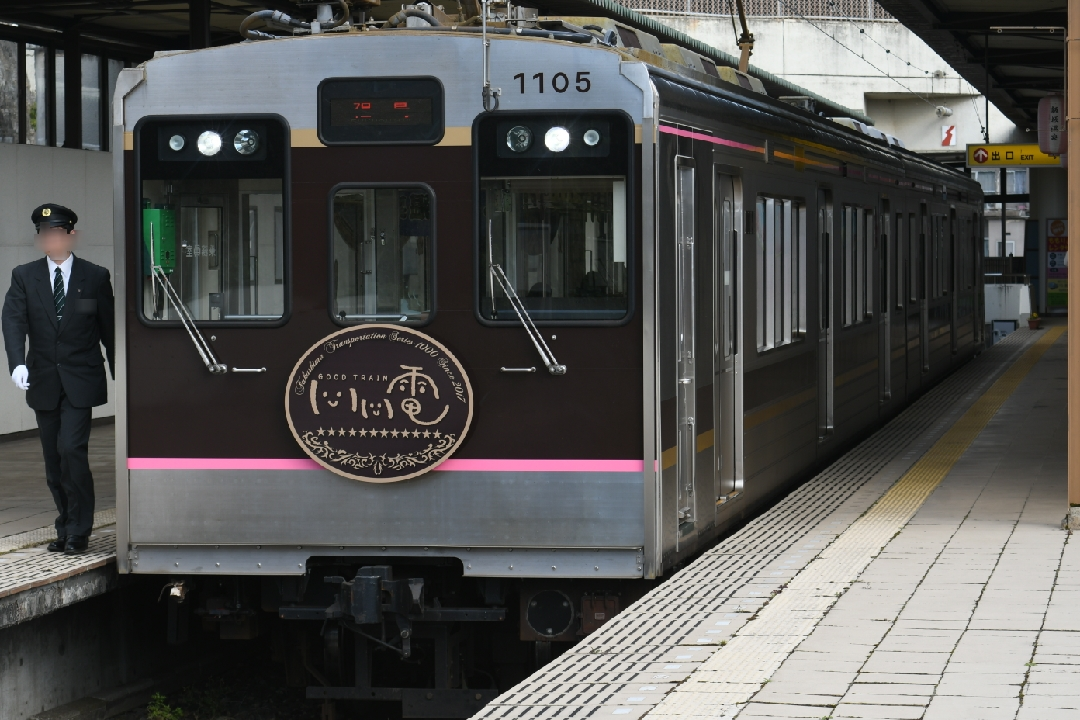
飯坂線 1000系電車

### 路線
- 飯坂線
  - 1000系電車で運行（元・東急1000系電車）。2018年（平成30年）11月20日に1000系4両が飯坂線に搬入され、3年計画で進めていた1000系14両の導入作業を終えた。2019年3月から1000系14両体制での運行が始まり、7000系電車は2019年3月に定期運行を終えた[39]。

#### 廃止路線
- 飯坂東線 - 1971年4月12日全廃。

## バス事業

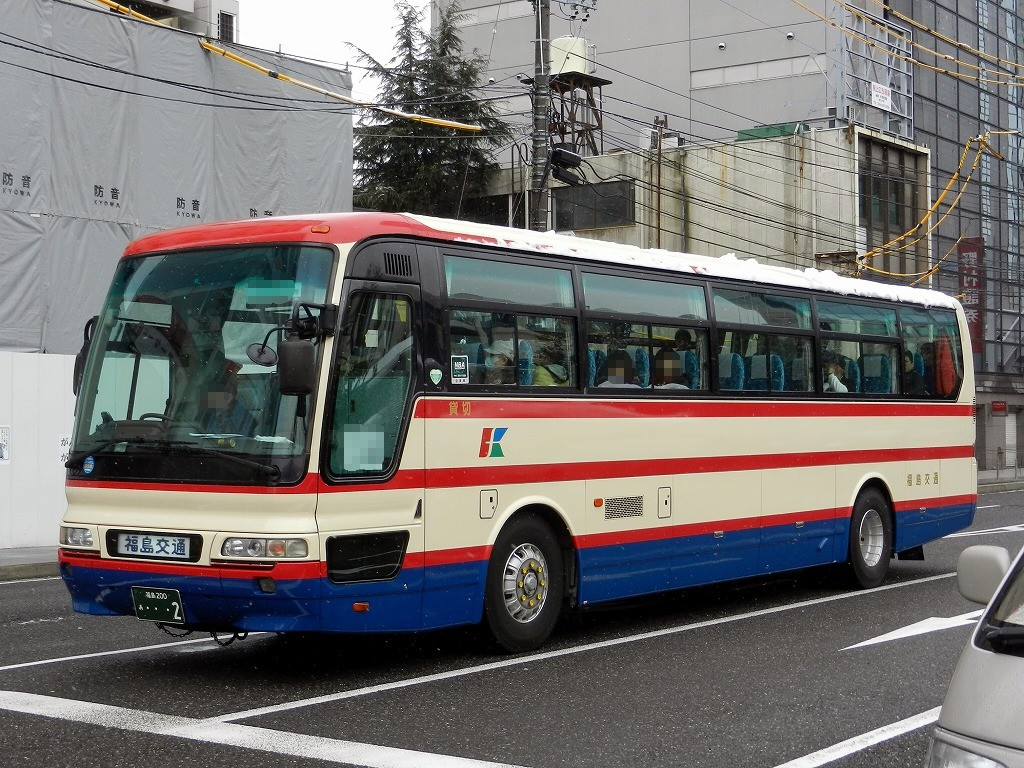
観光貸切車

### 路線

#### 一般路線
1960年代から1970年代後半まで、中通り全域と浜通り北部へバス路線を広げていった関係上、1980年代初めからの利用者減少によって赤字路線が次第に多くなり、現在もバス事業の経営は厳しいものとなっている。これにより同事業者は、赤字路線を市町村生活バスへの変更や、不採算路線の廃止・短縮、合理化による路線の統廃合、バス営業所・出張所の統廃合を行った。2007年5月に、原油価格高騰等を理由に高速バス運賃・回数券発売額の値上げを行った（一部路線を除く）。さらに同年12月には、2008年1月から一般路線バス等の運賃値上げ・賃率改正等を実施する予定と発表し、予定通り2008年1月16日に値上げを実施している。
運行路線は各営業所の項目を参照。

#### 受託バス路線
- 西郷村住民バス
  - 新白河駅高原口 - 白河警察署 - 谷地中 - 下羽太 - 西郷役場 - 森の湯 - 新白河駅高原口（北部循環）
  - 新白河駅高原口 - オリンパス前 - 千本桜入口 - 原中 - 西郷役場入口 - 南真船 - 新白河駅高原口（南部循環）

#### 高速路線

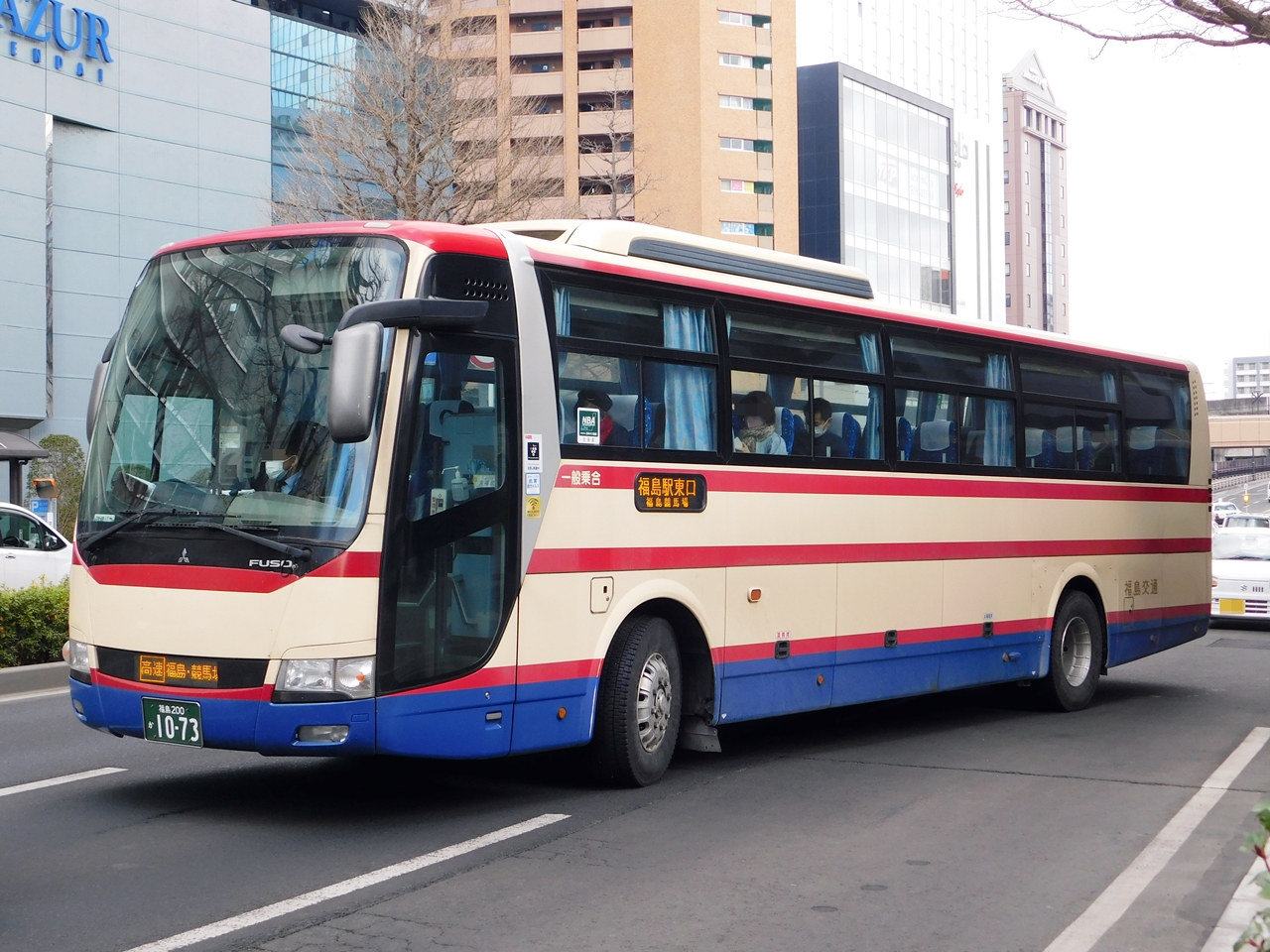
高速バス「福島 - 仙台線」

1992年の大阪線「ギャラクシー号」開業を皮切りに、県内の主要地域や首都圏、仙台方面にも路線網を広げていった。高速バスの経営状況については一般路線とは異なり、運行本数の増回やハイデッカー車両・2階建て車両といったグレードの高い車両を導入するサービスを行うなど、利用者が多く好調である。
< >内は共同運行会社
- 福島 - 仙台線 <宮城交通・JRバス東北>
- 福島 - いわき・小名浜線 <新常磐交通>
- 福島 - 会津若松線 <会津乗合自動車>
- あぶくま号（郡山 - 新宿線）
- ギャラクシー号（福島・郡山 - 京都・大阪線） <近鉄バス>
- 須賀川・郡山 - 仙台線 <宮城交通>
- 郡山 - 新潟線 <新潟交通>
- 会津若松 - 郡山 - いわき線 <新常磐交通・会津乗合自動車>
- あだたら号（郡山 - 新越谷線） <東武バスセントラル>
- 郡山・宇都宮 - 名古屋線 <名鉄バス>[41]

過去の路線
- 福島 - 山形線 <山形高速バス>

詳細はピーチライナーを参照
- 郡山・福島 - 盛岡線 <岩手県北自動車>
  - 郡山駅前 - 二本松バスストップ - 福島駅東口 - 盛岡駅西口 - 厨川駅

沿革
- 2011年3月26日 - 東日本大震災に伴う緊急支援バスとして、郡山 - 盛岡線の運行を開始。
- 2011年4月1日 - 郡山 - 盛岡線がこの日より二本松バスストップに停車。
- 2011年4月12日 - 緊急支援バスとして、福島 - 盛岡線の運行を開始。
- 2011年5月22日 - この日の運行をもって緊急支援バスの運行を終了。
- 2011年5月23日 - この日より定期路線バスとして郡山・福島 - 盛岡線の運行を開始。厨川駅に乗り入れ。
- 2011年8月31日 - この日をもって運行を終了。

- 相馬・新地 - 仙台線 <宮城交通>
- 郡山 - 富岡線 <新常磐交通>
- 福島 - 郡山線
- 福島・二本松・郡山 - 成田空港線
- 郡山 - 日立・勝田・水戸線（実証運行） <茨城交通>
  - 2021年（令和3年）12月17日 - 2022年（令和4年）2月6日まで実証運行。

#### 福島空港発着路線
- 郡山駅前 - 中央工業団地 - 福島空港
  - かつては、福島駅 - （東北自動車道） - 福島空港間のリムジンバスと、郡山駅 - 須賀川駅 - 福島空港間、石川駅 - 福島空港間の一般路線バスが運行されていた。

2004年11月から2005年11月には栃木県発着の福島空港リムジンも運行されていた。
- 鬼怒川温泉駅・東武日光駅・春日町一丁目（今市市：現在の日光市）・山王団地（宇都宮市） - 福島空港（東武バス日光・関東自動車との共同運行）
- 塩原温泉・那須温泉 - 福島空港（東野交通・JRバス関東との共同運行）

### 乗車券類

#### バスカード（磁気式・IC）
1992年3月16日、福島支社管内で無線式バスロケーションシステム、磁気式バスカードシステムの運用を開始。福島市中心部を運行する特定路線では専用の中型車が運用され、磁気式バスカードの利用が可能であった。その後、新バスICカード「NORUCA」導入へ向けて2010年8月31日で発売停止、同年9月30日で利用停止となった。
2001年4月2日、郡山支社管内でバスICカードが導入され、郡山駅発着の全路線と、郡山市周辺を運行する路線で利用可能となった。特にバスICカードシステムの導入については東北地方初であり、全国のバス事業者の中でも東急トランセ、道北バス、山梨交通に続く早期のものとなった。また福島交通のバスICカードはFeliCaとは通信方式が異なるフィリップス社提唱の非接触型ICカード「ISO14443 Type-A」を採用しており、これは日本初の交通系ICカードであるユーバスカードと同じ方式であった。「NORUCA」移行のため、バスICカードは2010年11月1日に発売終了、翌2011年7月31日に利用終了となった（無手数料での払い戻しは2011年8月31日まで）。
2010年10月30日には、紙製回数券や各バスカード等に代わる、新しいバスICカード「NORUCA」を福島交通全路線（高速バス及び、一部各市町村の生活バス等を除く）に導入した。詳細については「バスICカード (福島交通)#今後」の項も参照のこと。

#### 回数券・定期券
回数券
一般路線全線で終日利用できるタイプ（11枚で10枚分と、数種類の金額を組み合わせ・セット式で販売）のほか、毎月1日のみ使用できる、路線バス乗車促進用の「バス・鉄道利用促進デー専用回数乗車券」（100円券5枚と50円券4枚綴りを500円で発売）、福島交通が指定する学校へ通学・受講する生徒向けの「通学回数券」が発売されている。
定期券
一般的な「通勤定期券」・「通学定期券」・「通勤通学定期券」を発売しているほか、「教育実習時の通学定期券」・「通学片道定期」・「バス・電車乗継定期」、65歳以上の人が全線利用できる「フリーパス」、土・日・祝日と平日の10時 - 17時の間に降車する際に全線利用できる「ショッピングパス」が発売されている（フリーパス・ショッピングパス共に、高速バス・空港バス・市町村生活バス・飯坂電車は、利用できない。詳細は、予め確認されたい）。その他、各団体等で5名以上通勤定期を購入する際、さらに割引される「企業定期券」という独自サービスも取り扱っている。
高速バス会津若松 - 郡山 - いわき線においても、定期券の発売が行われている。発売開始当初は若松 - いわき間通しの定期券も発売されていたが、後にこの全区間通しの定期券は廃止されている。その後、小野インター停留所が新設され、小野発着の定期券発売が開始されている。

### 車両
福島交通が所有しているバス車両については、三菱自動車工業が福島交通の大株主である関係から、長年三菱ふそう製で統一されていた。しかし2009年（平成21年）に導入された新型バスでは、初めてジェイ・バス製（日野・いすゞ）のバスが導入され、また、その後に中古車両としてUDトラックス（当時は日産ディーゼル）製車両が導入されたため、一挙に日本国内4メーカー全社の車両が揃うこととなった。かつては社用車として導入している普通乗用車やライトバンでも、デボネアをはじめ三菱自動車製で統一されていたが、現在はその縛りは解消している。
エアロスターの車体が2社で製造されていた頃は、福島交通では三菱名自（大江工場）製のものが選択されていた（ただし都営バスからの譲渡車で呉羽自動車工業製の車体のものも導入されていた）。
1997年（平成9年）まで中古車両の導入はなく、全車自社発注車で統一されていたが、1998年（平成10年）より三菱ふそう製に限り中古移籍車の導入が始まっている。あぶくま号の予備車としてジェイアールバス関東のエアロバスが導入された以外は、都営バスのエアロスター（一般路線車）のみが導入されていたが、2009年（平成11年）からは三菱ふそう製に限定することなく、まず一般路線車は東急バスと関東バスの、高速路線・貸切車は都自動車からの中古車両をそれぞれ導入したのを皮切りに、現在は川崎鶴見臨港バスからや京王バスなど、首都圏を中心に幅広い事業者から中古車両を導入している。
2019年（令和元年）10月の東日本台風（台風19号）で被災し、路線バス車両の半数以上が浸水によって使用不能となった郡山支社への支援として、東京都交通局から使用を終了した路線バス車両11両の無償譲渡を受けることとなった。譲受後はナンバー登録や必要機器の整備を行い、順次都営バスの塗色のまま路線バスとしての使用を開始している。
高速バスの使用車両については以下のとおり。
- ギャラクシー号はエアロキング。増発便はこの限りではない。
- あぶくま号・あだたら号・郡山 - 新潟線は、基本的にトイレ付きエアロバス新車を使用。
- 県内外路線、福島空港線は貸切改造のトイレなし車を主体に、一部新車（エアロバス、エアロエース）や中古車（ガーラなど）の充当もあり。
- 福島 - いわき線と一般路線扱いの福島 - 南相馬線は基本的にトイレ付き車両で運行。

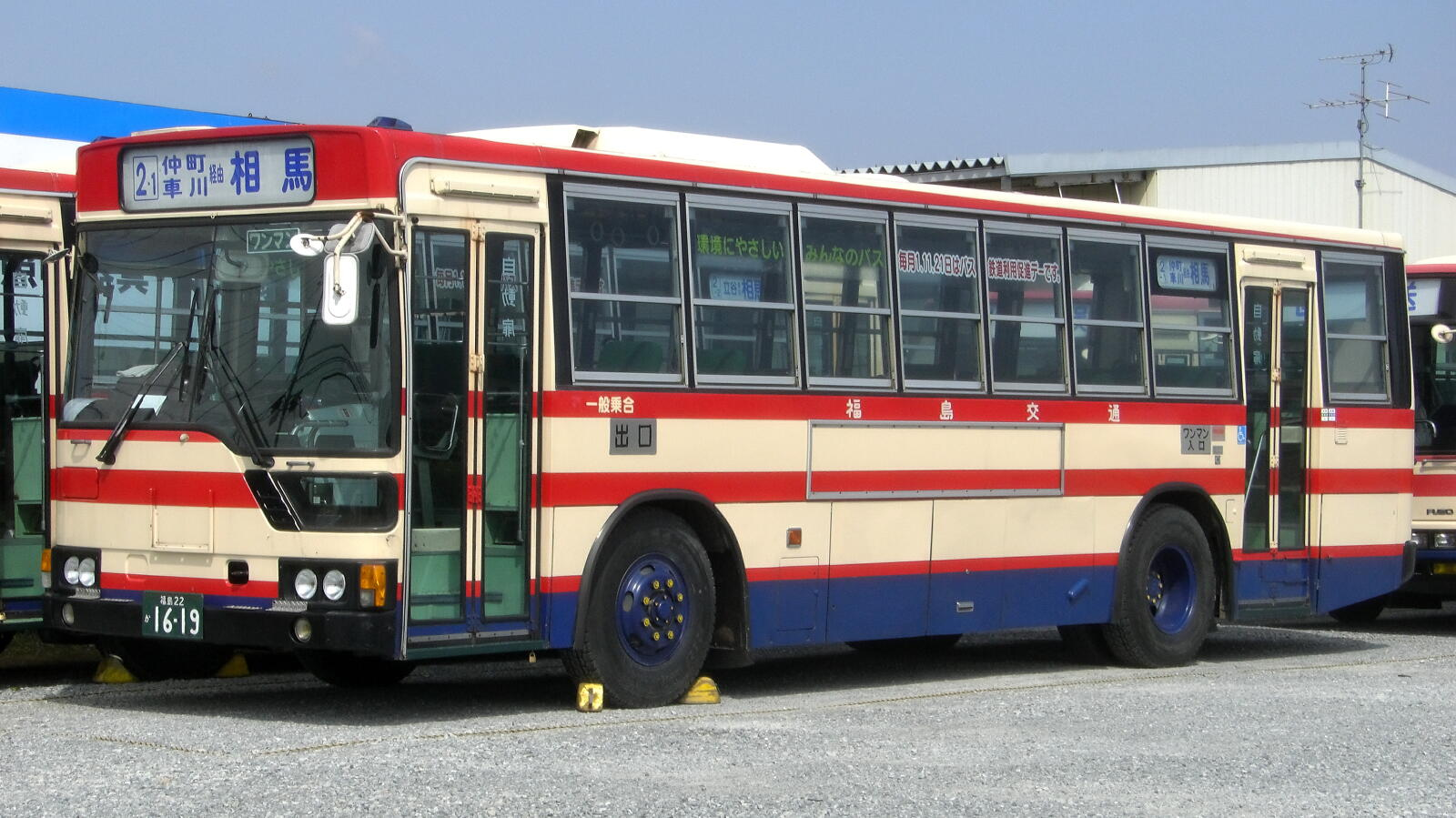
大型路線バス車両 P-MP218K
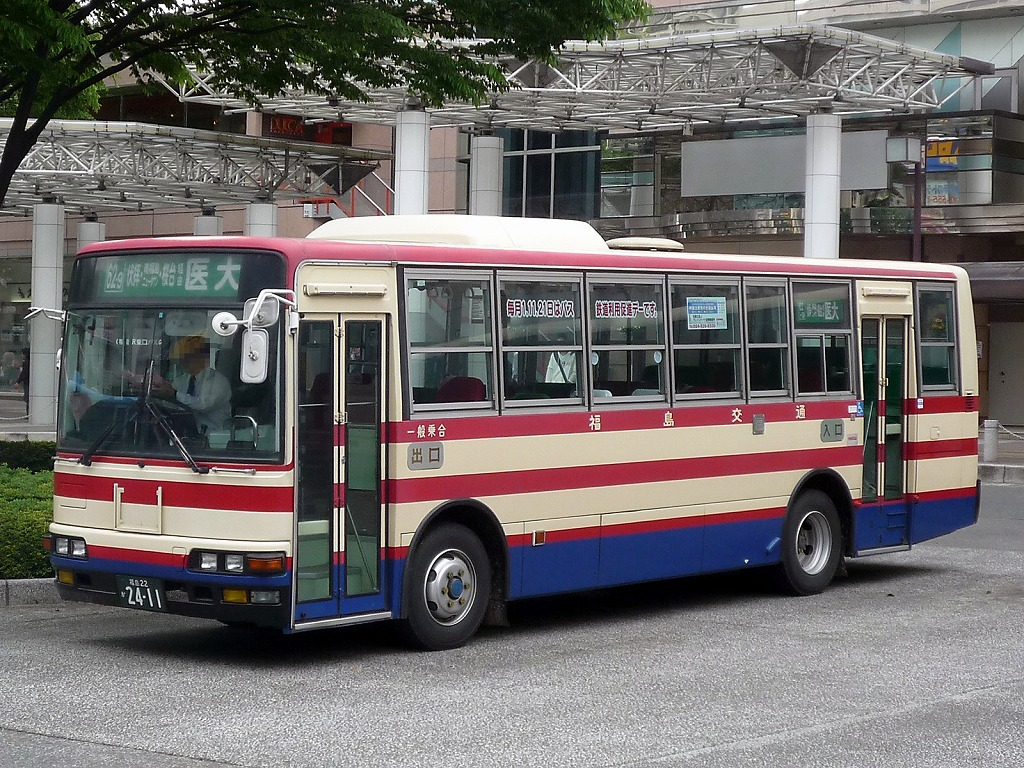
中型路線バス車両 KC-MK219J
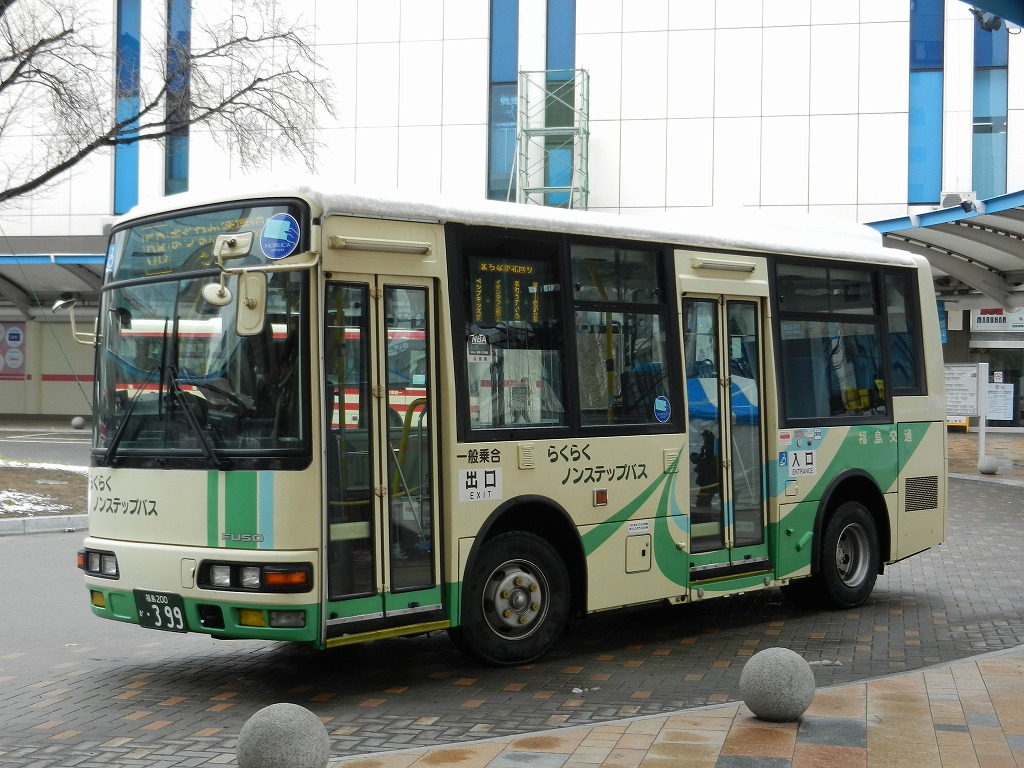
低床車専用色 KK-ME17DF
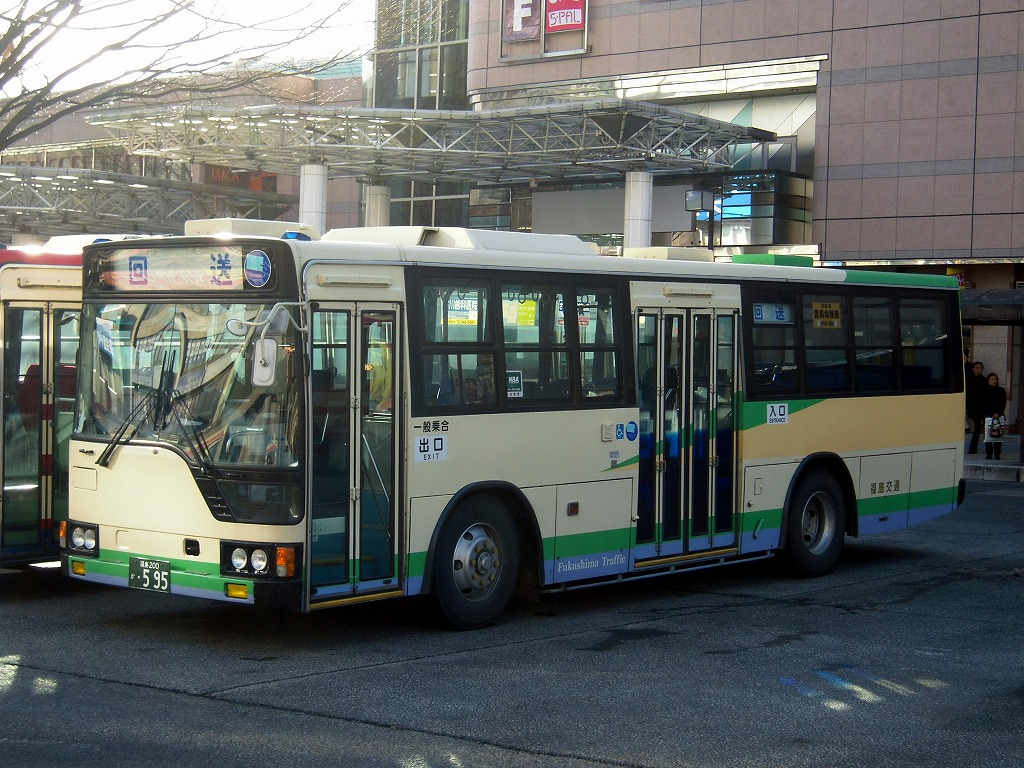
都営バスからの中古車両（1台のみの路線用新塗色車）U-MP218K
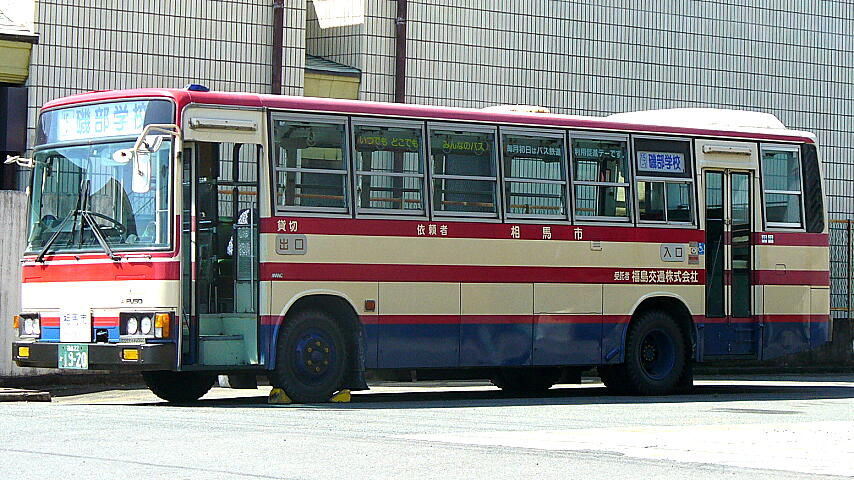
廃止代替バス車両 P-MK117J
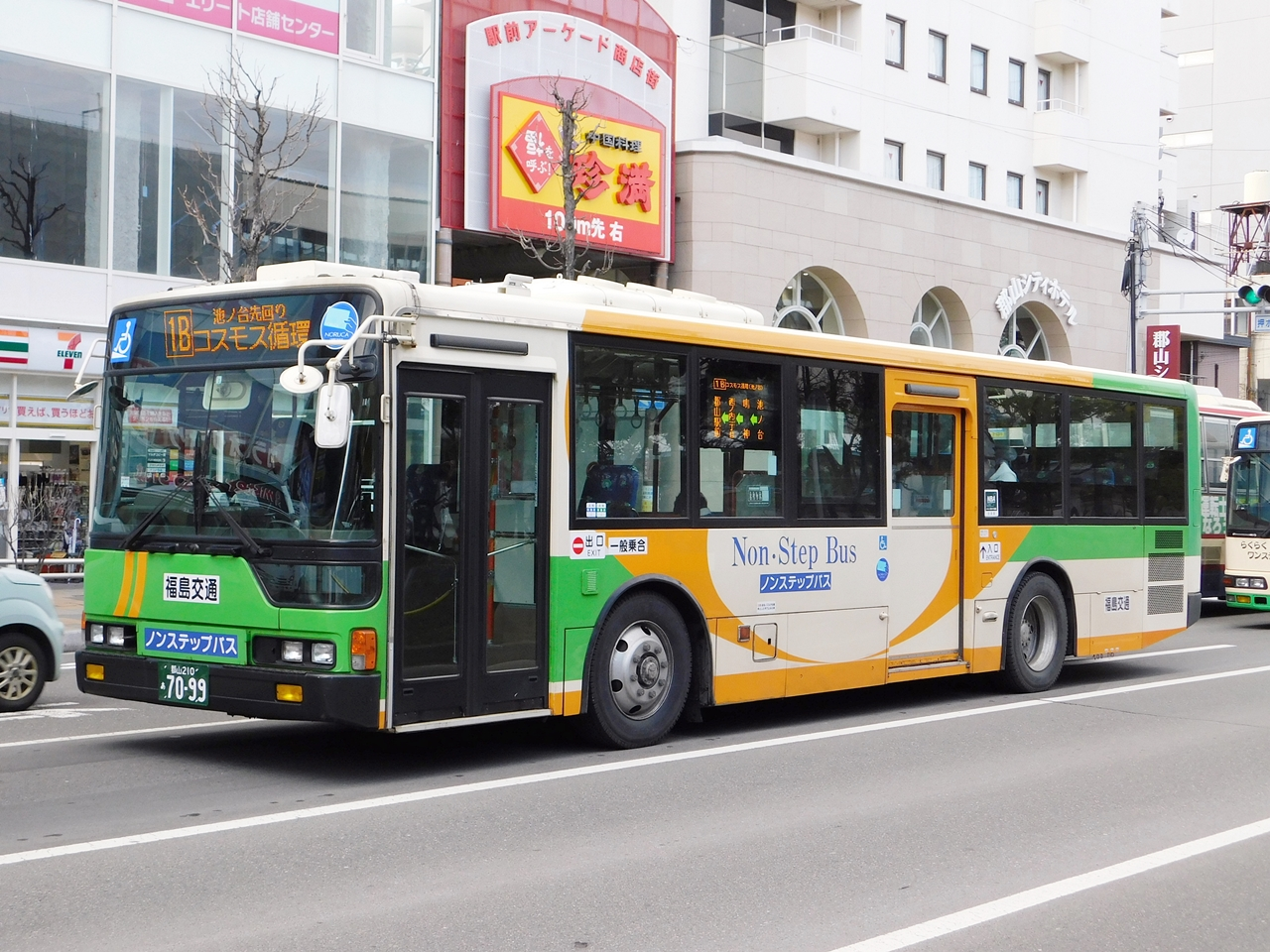
都営バスからの無償譲受車両 KL-MP37JK改
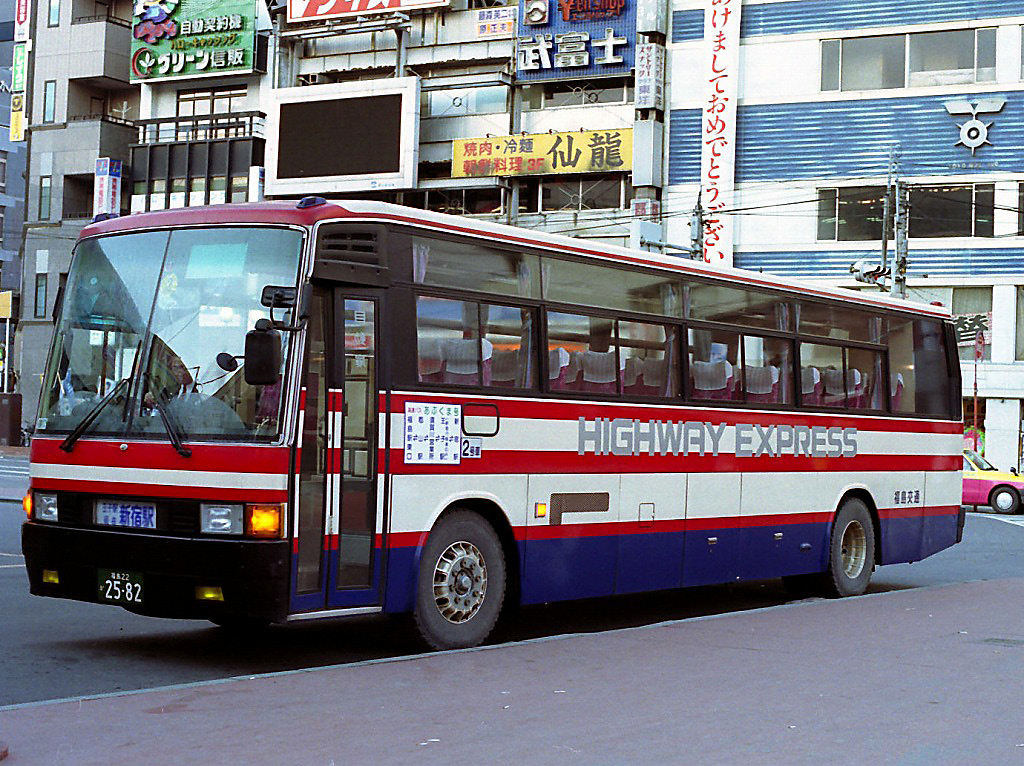
高速バス（旧塗装、JRバス関東からの譲受車）P-MS725SA改（あぶくま号）
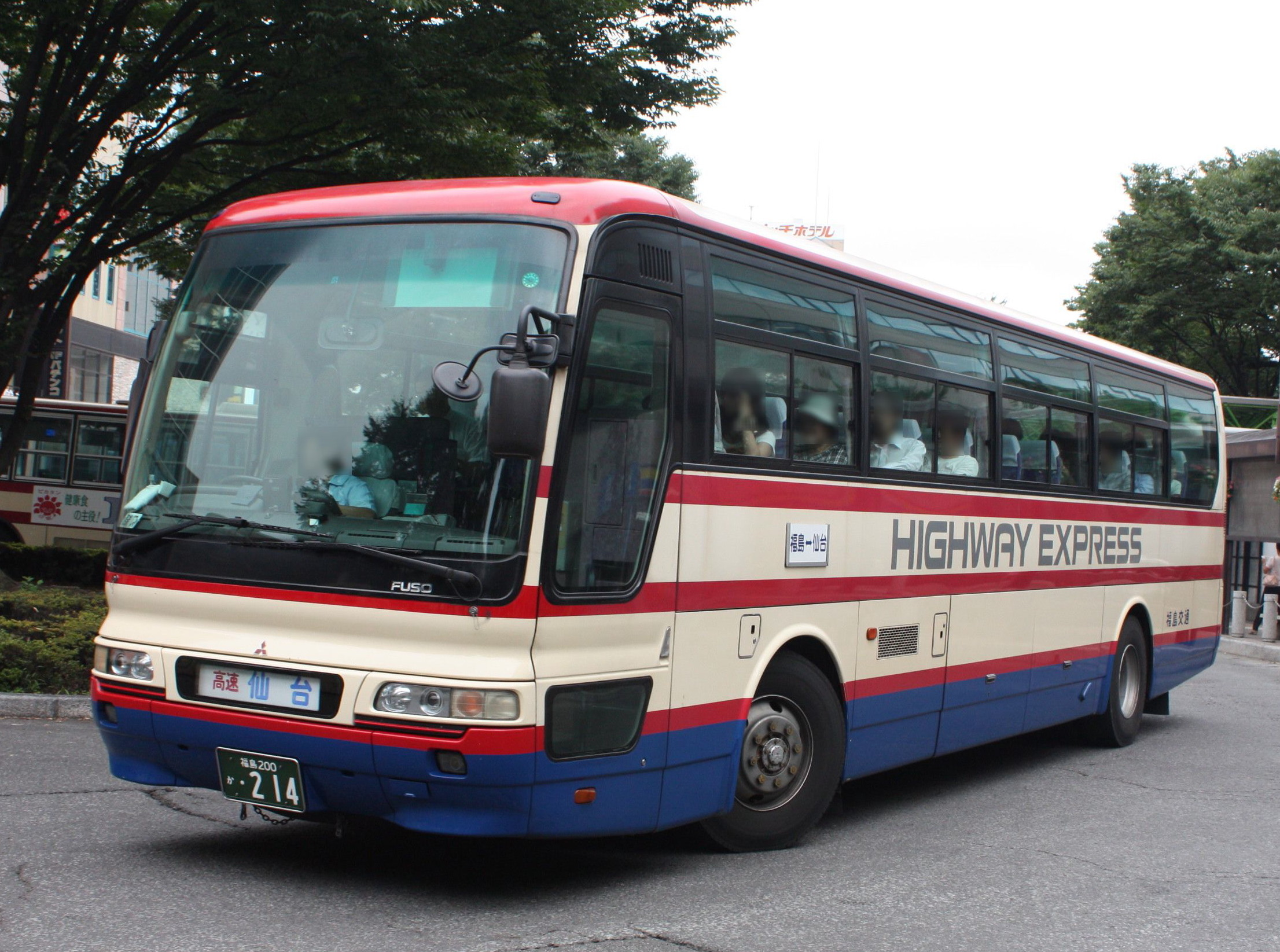
高速バス（旧塗装） KL-MS86MP（福島 - 仙台線）
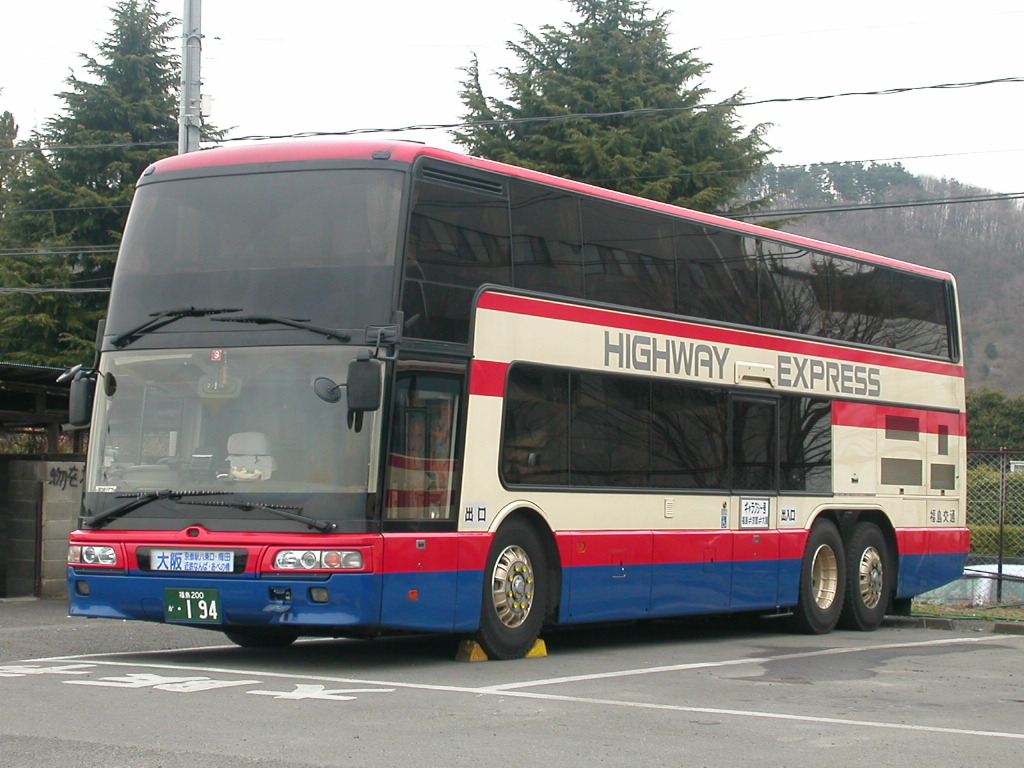
高速バス（旧塗装） MU612TX（ギャラクシー号）
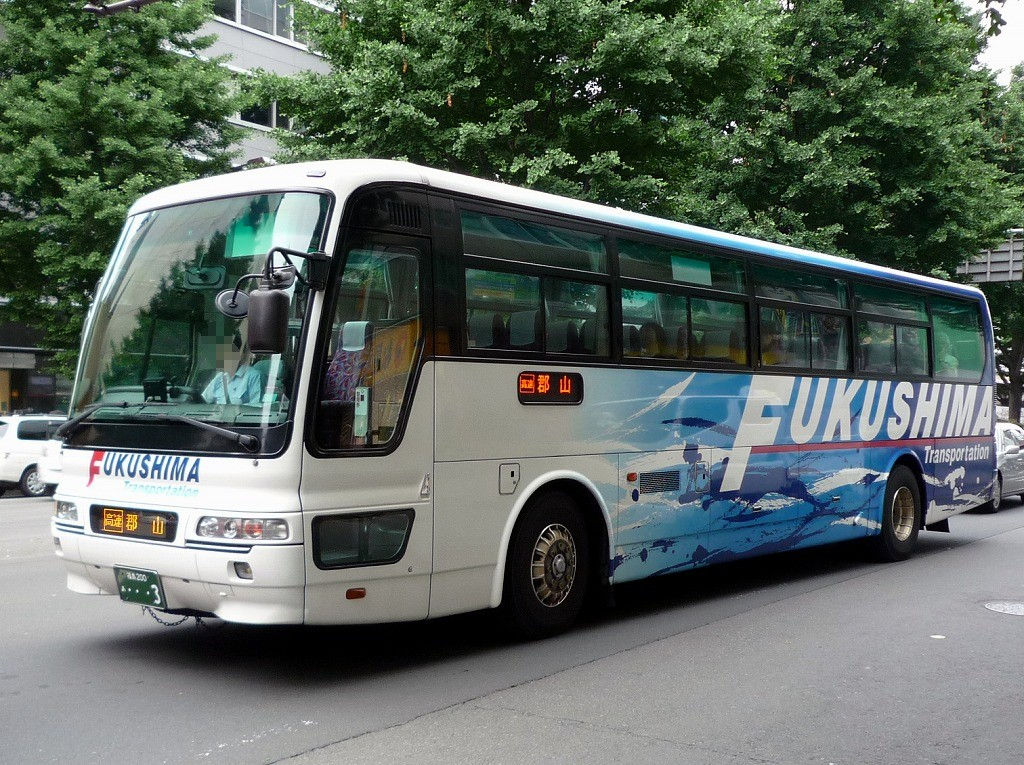
高速バス（新塗装） KL-MS86MP（郡山 - 仙台線）
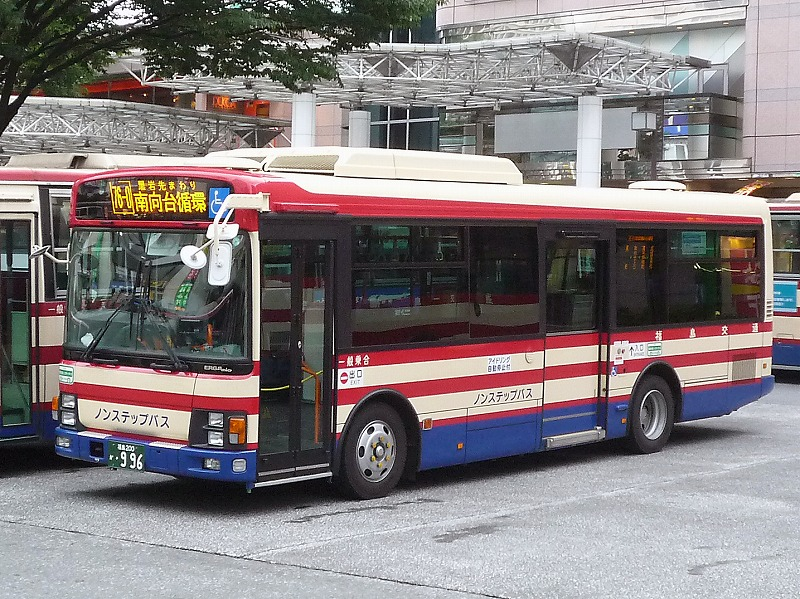
2009年に初めて導入されたいすゞ車（エルガミオ・ノンステップ）
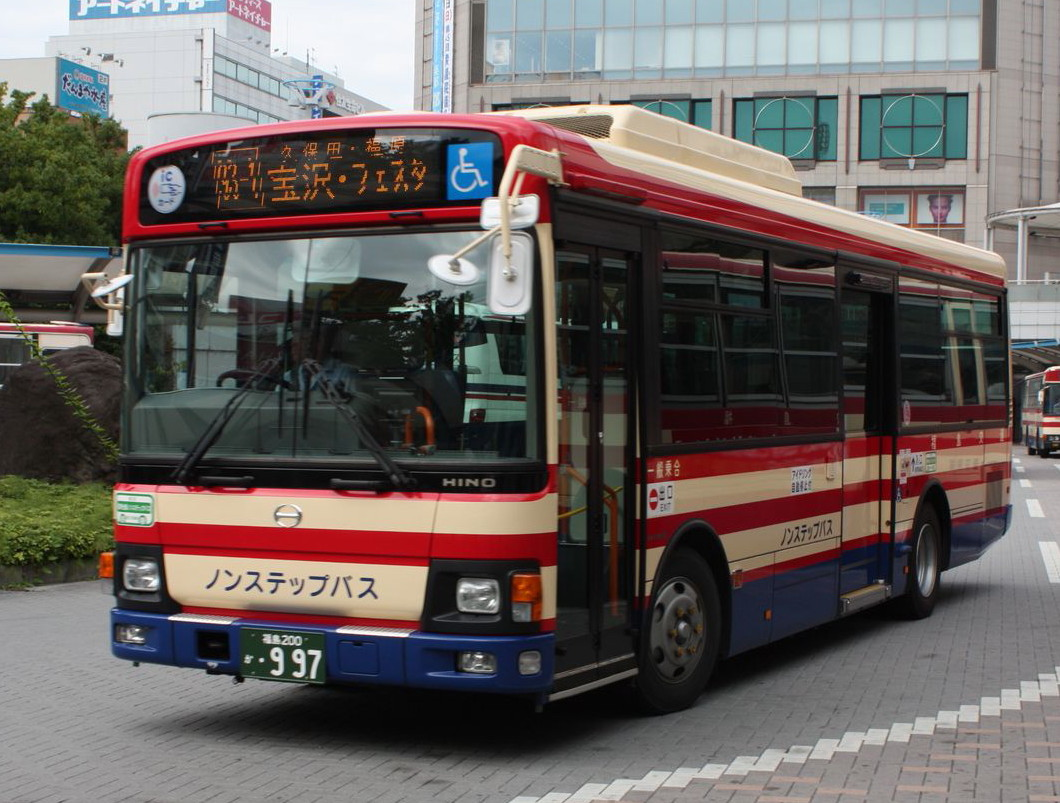
2009年に初めて導入された日野車（レインボーII・ノンステップ）

## 主な営業所

### 鉄道
- 桜水事務所 福島県福島市笹谷字古屋前2-5（福島交通飯坂線 桜水駅構内）

### バス支社・営業所・出張所
- 福島支社 福島県福島市東浜町7-8
- 相馬営業所 福島県相馬市中村字錦町1-3
- 二本松営業所 福島県二本松市上竹一丁目167
- 郡山支社 福島県郡山市向河原町2-23
- 須賀川営業所 福島県須賀川市台18
- 白河営業所 福島県白河市会津町78-5
- 船引出張所 福島県田村市船引町船引字西中子縄57（船引営業所から格下げ）
- 石川出張所 福島県石川郡石川町大字双里字七鍬石13-2（石川営業所から格下げ）
- 東京営業所 東京都千代田区有楽町1-10-1 有楽町ビル7階
- 大阪営業所 大阪府大阪市西区江戸堀1-1-11大同生命ビル東館4階

#### 旧営業所・旧出張所
- 三春出張所（田村郡三春町）→出張所廃止に伴い跡地は売却。跡地の一部（整備場・車庫）は民間の自動車整備工場が入居。営業所建物があった土地は付近を通る桜川の改修事業のため、解体されて更地になる。
- 本宮出張所（本宮市） → 出張所廃止後、建物解体・バス回転所へ転換されたものの、出張所廃止後も長らくバス停「本宮営業所」として郡山方面からのバスの終点であった。その後「舘町」に名称が変更となったが、路線廃止に伴い当バス停も廃止。バス回転場跡地は売却。現在のイエローハット本宮戸崎店周辺にあった。
- 熱海出張所（郡山市熱海町） → 郡山支社配下の車庫に格下げと同時に移転。出張所建物は解体、跡地は売却。国道49号沿いの太田熱海病院の向かい側にあった。
- 原町営業所（南相馬市）→現在は相馬営業所配下の車庫に格下げ→のちに車庫移転のため跡地は売却。現在のファミリーマート原ノ町駅前店周辺にあった。
- 梁川営業所（伊達市）→現在は福島支社配下の車庫に格下げ。
- 小野出張所（田村郡小野町）→現在は郡山支社配下の車庫に格下げ。
- 棚倉出張所（東白川郡棚倉町）→現在は白河営業所配下の車庫に格下げ。
- 川俣出張所（伊達郡川俣町）→現在は福島支社配下の車庫に格下げ。

## 関連会社
- 福島交通観光
- 福交整備 - 福島交通と同じく更生会社となった。
- 福交電算システム - 2008年11月、エフコムに全株式を譲渡し子会社から離脱。2013年7月10日に「エフコム福交システムズ」へ社名変更。
- 福交建設
- フクコー・アド
- 福交保険サービス
- 阿武隈急行 - 開業するにあたり、並行するバス路線と競合することから、阿武隈急行の株式を51パーセント取得して筆頭株主となった（現在は20パーセントに減少）。全線電化開業時に福島交通から数十名の転籍者があった。これは飯坂線の鉄道部門からと、以前路面電車（飯坂東線）の運転士をしていて路面電車廃止後にバス部門へ異動となった社員が多かった。
- 東北観光バス - 福島市内に本社を置き貸切バス事業を行っていた。現在は子会社を離脱して東北高等学校などを運営する学校法人南光学園の傘下に入り、仙台市に本社を移している。福島の旧本社も福島営業所として使用されている。

## 東日本大震災における臨時バスの運行
2011年3月11日に発生した東日本大震災の影響により、営業エリア内のJR東日本各路線が運休したことから、県内主要都市を拠点として臨時バスを運行した。運行路線と運行期間は以下のとおり（日付は特記なきものはすべて2011年）。
- 郡山駅前 - 那須塩原駅（3月20日 - 4月11日）
  - 運行回数：1日7往復
- 福島 - 相馬（3月24日 - 12月14日） ※12月15日以降は「福島・霊山 - 相馬線」および「福島・川俣 - 原町線」として運行。
  - 運行回数：1日4往復（3月24日 - 5月15日）→1日6往復（5月16日 - 12月14日）
  - 乗降箇所
    - 3月24日 - 5月15日：福島駅東口、福島市役所入口、相馬市役所前、相馬営業所、新地町役場（新地小川、3月27日から）
    - 5月16日 - ：福島駅東口、福島市役所入口、相馬市役所前、相馬営業所、鹿島四季彩、原町駅前、南相馬市役所
- 新白河 - 須賀川（3月24日 - 4月16日）
  - 運行回数：1日7往復
  - 乗降箇所：新白河駅前 - 白河駅前 - 泉崎駅入口（※1） - 矢吹駅入口 - 鏡石駅入口（※1） - 須賀川駅前
  - （※1）：泉崎駅入口、鏡石駅入口は3月30日から停車。
- 二本松駅前 - 郡山駅前（3月24日 - 4月4日）
  - 運行回数：1日4往復
- 相馬 - 仙台（3月25日 - 。宮城交通と共同運行）
  - 運行回数：1日4往復（各社2往復ずつ）→1日8往復（各社4往復ずつ。2012年2月1日より） ※以降の運行については路線記事を参照のこと。
  - 乗降箇所：相馬市役所前 - 相馬営業所 - 新地町役場（新地小川、3月28日から） - 仙台駅前
- 郡山 - 盛岡（3月26日 - 5月22日。ただし4月8日、4月9日、4月12日は運休。岩手県北バスと共同運行）
  - 運行回数：1日2往復（各社1往復ずつ）
  - 乗降箇所：郡山駅前 - 二本松バスストップ（4月1日から） - 盛岡駅西口
- 二本松駅前 - 福島駅東口（直行便。3月29日 - 4月4日）
  - 運行回数：1日1往復
- 伊達 - 仙台（3月30日 - 5月22日。宮城交通と共同運行）
  - 運行回数：1日5往復（福交3、宮交2）
  - 乗降箇所：保原バスセンター - 保原中央公民館（※1） - 梁川中町（※1）- 梁川営業所 - 仙台駅前
  - （※1）：保原中央公民館、梁川中町は5月1日より停車。
- 小野 - 船引（4月6日 - 4月12日。ただし4月9日、4月10日は運休）
  - 運行回数：1日4往復（4月12日は小野→船引1本増便）
  - 乗降箇所：小野駅前 - 神俣駅前 - 菅谷駅前 - 大越駅前 - 常葉駅前 - 船引駅前
- 福島駅東口 - 盛岡駅西口（4月12日 - 5月22日。岩手県北バスと共同運行）
  - 運行回数：1日2往復（各社1往復ずつ）